# Il giardino dei supplizi (film)
Il giardino dei supplizi (Les jardin des supplices) è un film del 1976 diretto da Christian Gion.
Il soggetto è tratto dal romanzo omonimo di Octave Mirbeau.

## Trama
Francia, 1926. Antoine Derieux è un giovane medico radiato dall'albo, dedito al libertinaggio nella capitale. Accusato di spaccio di cocaina, viene aiutato dal suo amico ministro, che lo fa reintegrare nell'albo e lo assegna, con la qualifica di direttore, al locale ospedale francese di Canton, in Cina, dove imperversa la rivoluzione tra nazionalisti e comunisti.
Durante la traversata conosce e si innamora della bella Clara, perversa inglese figlia di M. Greenhill, che si eccita con truculente scene di morte e di tortura e che al contempo ha anche una relazione lesbica con l'esotica franco-cinese Annie.
Giunto in Cina scopre che nell'ospedale mancano i medicinali e i pazienti sono costretti a morire tra atroci sofferenze per mancanza di qualsiasi rimedio. Le medicine sono infatti bloccate alla dogana da Greenhill, che richiede esose tasse doganali per fornirle all'ospedale, dirottandole così al proprio esercito privato.
Morbosamente attratto da Clara, Derieux finisce nell'orbita della famiglia Greenhill, scoprendo le atrocità cui la famiglia si dedica, e in particolare il loro giardino, in cui la popolazione locale viene sottoposta a raffinate e antiche torture cinesi fino alla morte e qui lasciata marcire, così da fecondare i fiori tropicali che vi vengono coltivati.
Ormai prossimi alla fine, dato l'avvicinarsi delle truppe rivoluzionarie, i Grenhill preferiscono abbandonarsi al loro destino senza cercare di fuggire, mentre Derieux viene fatto mettere in salvo contro la propria volontà da Clara.

## Distribuzione
Il film è stato distribuito in Francia il 6 ottobre 1976, in Italia nel 1977, da Medusa Film, e nei Paesi Bassi il 16 giugno 1977.
Distribuito in Francia con il titolo originale Le jardin des supplices, il film è stato distribuito anche con i titoli: The Garden of Torment (Regno Unito), Il giardino dei supplizi (Italia), De tuin der folteringen (Paesi Bassi), Im Garten der Qualen (Germania Ovest). È inoltre conosciuto con il titolo internazionale in inglese The Garden of Torture.

## Accoglienza

### Critica
(MYmovies.it)